# Burgo de Osma-Ciudad de Osma
Burgo de Osma-Ciudad de Osma, vaak afgekort tot El Burgo de Osma, is een gemeente in de Spaanse provincie Soria in de regio Castilië en León met een oppervlakte van 289,35 km². Burgo de Osma-Ciudad de Osma telt 5.005 inwoners (1 januari 2016).
De gemeente bestaat uit twee delen:
- Ciudad de Osma, de stad Osma, ten westen van de rivier Ucero
- El Burgo de Osma, de burcht van Osma, ten oosten van de Ucero

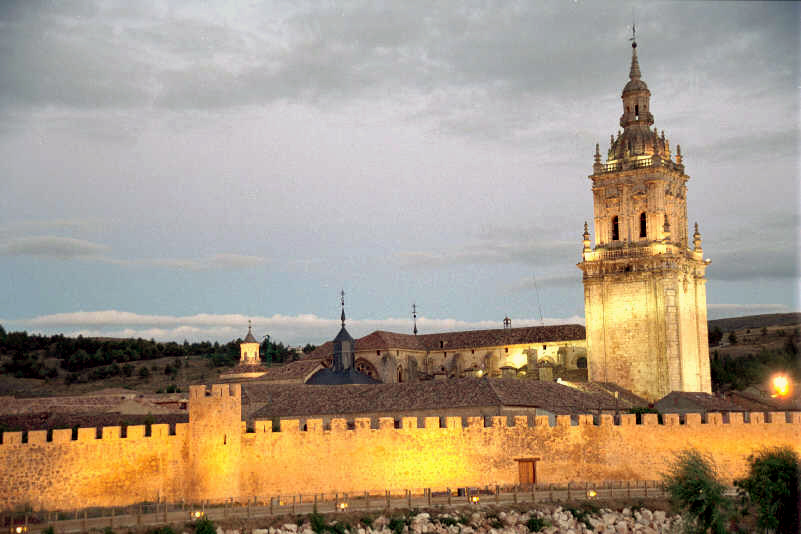
De kathedraal en stadsmuren

## Bezienswaardigheden
- de kathedraal Santa María de la Asunción.

De eerste, romaanse kathedraal (1101-circa 1150) werd op bevel van de bisschop afgebroken. De weinige overblijfselen zijn zichtbaar in de kloostergang (laatgotisch, 1510-1515) en in de kapittelzaal (1200, romanogotiek). 
De bouw van de tweede, gotische kathedraal werd aangevat in 1232 en werd omstreeks 1246 beëindigd. In de loop der eeuwen werden toevoegingen in andere stijlen aangebracht. In 1784 werd de bouw beëindigd in neoclassicistische stijl. De huidige imposante toren werd opgericht tussen 1734 en 1767. De kooromgang dateert eveneens uit de 18e eeuw. 
In de kapittelzaal bevindt zich het graf van San Pedro de Osma. Het is uitstekend bewaard (polychromie, bas-reliëfs) en wordt beschouwd als een van de belangrijkste voorbeelden van middeleeuwse funeraire beeldhouwkunst van Spanje.
In de schatkamer van de kathedraal wordt een Codex (Beatus d'Osma) bewaard, een romaans boek dat  oorspronkelijk handgeschreven werd door de monnik Beatus van Liébana. Het werk (er bestaan nog 31 beatus) bevat zijn commentaar op de Apocalyps en is verlucht met 72 miniaturen (onder meer een heel belangwekkende mappa mundi). Deze codex vermeldt het jaartal 1086, Pedro als kopiist en Martino als verluchter.
- palacio episcopal: het paleis dateert uit de 16e eeuw. Het heeft een opvallend veel gelobd portaal.
- hospital de San Agustín: het ziekenhuis werd gebouwd in de Herreriaanse stijl tussen 1694 en 1699. Het gebouw fungeert nu als cultureel centrum. De gevel is het meest opvallende onderdeel met twee torens die het rechthoekige en centrale corpus flankeren. Binnen bevindt zich de patio. In de kapel is een retabel van de Heilige Augustinus te zien. Boven het retabel is de barokke koepel rijkelijk versierd met stucwerk.
- plaza Mayor: aan de zijde van de calle Mayor, die langs het plein loopt, bevindt zich het Hospital de San Agustín. Rechtover het hospitaal staat de Casa Consistorial uit 1771.
- convento del Carmen: de kerk van dit klooster werd in 1607 ingewijd. In de kerk bevindt zich een beeld van de Virgen del Carmen dat een voorwerp van devotie is.
- stadsmuren: ze dateren uit 1458. Er blijven nog twee goed bewaarde stukken muur over maar het grootste deel werd in de 18e eeuw verwoest.
- castillo: de burcht staat op een heuvel aan de linkerkant van de Ucero. Hij heeft een driedubbele ommuring waarvan de twee buitenste muren bijna zijn verdwenen.
- universidad de Santa Catalina werd gesticht in 1550 en functioneerde tot in 1841. Het gebouw bezit een eenvoudige en eenvormige voorgevel die een plateresken hoofdingang heeft. De binnenkant van het gebouw wordt gedomineerd door een ruime (heden overdekte) patio. In een van de hoeken van de patio valt een indrukwekkend trappenhuis op. Tegenwoordig herbergt het gebouw een luxehotel.

## Demografische ontwikkeling
Bron: INE, 1857-2011: volkstellingen
Opm.: In 1857 werden de gemeenten Barcebal, Barcebalejo en Valdelubiel aangehecht; in 1970 werden de gemeenten Alcubillas del Marqués, Berzosa, Lodares de Osma, Osma, Torralba del Burgo, Valdenarros en Vilde aangehecht

## Geboren in El Burgo de Osma
- Jesús Gil y Gil (1933-2004), omstreden politicus (rechtse standpunten en ideeën), burgemeester van Marbella, zakenman en voorzitter van Atlético Madrid

Abejar ·
Adradas ·
Ágreda ·
Alconaba ·
Alcubilla de Avellaneda ·
Alcubilla de las Peñas ·
Aldealafuente ·
Aldealices ·
Aldealpozo ·
Aldealseñor ·
Aldehuela de Periáñez ·
Las Aldehuelas ·
Alentisque ·
Aliud ·
Almajano ·
Almaluez ·
Almarza ·
Almazul ·
Almazán ·
Almenar de Soria ·
Alpanseque ·
Arancón ·
Arcos de Jalón ·
Arenillas ·
Arévalo de la Sierra ·
Ausejo de la Sierra ·
Baraona ·
Barca ·
Barcones ·
Bayubas de Abajo ·
Bayubas de Arriba ·
Beratón ·
Berlanga de Duero ·
Blacos ·
Bliecos ·
Borjabad ·
Borobia ·
Buberos ·
Buitrago ·
Burgo de Osma-Ciudad de Osma ·
Cabrejas del Campo ·
Cabrejas del Pinar ·
Calatañazor ·
Caltojar ·
Cañamaque ·
Candilichera ·
Carabantes ·
Caracena ·
Carrascosa de Abajo ·
Carrascosa de la Sierra ·
Casarejos ·
Castilfrío de la Sierra ·
Castillejo de Robledo ·
Castilruiz ·
Centenera de Andaluz ·
Cerbón ·
Cidones ·
Cigudosa ·
Cihuela ·
Ciria ·
Cirujales del Río ·
Coscurita ·
Covaleda ·
Cubilla ·
Cubo de la Solana ·
Cueva de Ágreda ·
Dévanos ·
Deza ·
Duruelo de la Sierra ·
Escobosa de Almazán ·
Espeja de San Marcelino ·
Espejón ·
Estepa de San Juan ·
Frechilla de Almazán ·
Fresno de Caracena ·
Fuentearmegil ·
Fuentecambrón ·
Fuentecantos ·
Fuentelmonge ·
Fuentelsaz de Soria ·
Fuentepinilla ·
Fuentes de Magaña ·
Fuentestrún ·
Garray ·
Golmayo ·
Gómara ·
Gormaz ·
Herrera de Soria ·
Hinojosa del Campo ·
Langa de Duero ·
Liceras ·
La Losilla ·
Magaña ·
Maján ·
Matalebreras ·
Matamala de Almazán ·
Medinaceli ·
Miño de Medinaceli ·
Miño de San Esteban ·
Molinos de Duero ·
Momblona ·
Monteagudo de las Vicarías ·
Montejo de Tiermes ·
Montenegro de Cameros ·
Morón de Almazán ·
Muriel de la Fuente ·
Muriel Viejo ·
Nafría de Ucero ·
Narros ·
Navaleno ·
Nepas ·
Nolay ·
Noviercas ·
Ólvega ·
Oncala ·
Pinilla del Campo ·
Portillo de Soria ·
La Póveda de Soria ·
Pozalmuro ·
Quintana Redonda ·
Quintanas de Gormaz ·
Quiñonería ·
Rebollar ·
Recuerda ·
Rello ·
Renieblas ·
Retortillo de Soria ·
Reznos ·
La Riba de Escalote ·
Rioseco de Soria ·
Los Rábanos ·
Rollamienta ·
El Royo ·
Salduero ·
San Esteban de Gormaz ·
San Felices ·
San Leonardo de Yagüe ·
San Pedro Manrique ·
Santa Cruz de Yanguas ·
Santa María de Huerta ·
Santa María de las Hoyas ·
Serón de Nágima ·
Soliedra ·
Soria ·
Sotillo del Rincón ·
Suellacabras ·
Tajahuerce ·
Tajueco ·
Talveila ·
Tardelcuende ·
Taroda ·
Tejado ·
Torlengua ·
Torreblacos ·
Torrubia de Soria ·
Trévago ·
Ucero ·
Vadillo ·
Valdeavellano de Tera ·
Valdegeña ·
Valdelagua del Cerro ·
Valdemaluque ·
Valdenebro ·
Valdeprado ·
Valderrodilla ·
Valtajeros ·
Velamazán ·
Velilla de la Sierra ·
Velilla de los Ajos ·
Viana de Duero ·
Villaciervos ·
Villanueva de Gormaz ·
Villar del Ala ·
Villar del Campo ·
Villar del Río ·
Los Villares de Soria ·
Villasayas ·
Villaseca de Arciel ·
Vinuesa ·
Vizmanos ·
Vozmediano ·
Yanguas ·
Yelo